# Xianfeng Shuiku
Xianfeng Shuiku (kinesiska: 先锋水库) är en reservoar i Kina. Den ligger i provinsen Heilongjiang, i den nordöstra delen av landet, omkring 270 kilometer norr om provinshuvudstaden Harbin. Xianfeng Shuiku ligger 242 meter över havet. Arean är 5,3 kvadratkilometer. Trakten runt Xianfeng Shuiku består till största delen av jordbruksmark. Den sträcker sig 4,5 kilometer i nord-sydlig riktning, och 4,2 kilometer i öst-västlig riktning.
Genomsnittlig årsnederbörd är 915 millimeter. Den regnigaste månaden är juli, med i genomsnitt 295 mm nederbörd, och den torraste är februari, med 8 mm nederbörd.